# Подсосонское сельское поселение
Подсосонское сельское поселение — упразднённое муниципальное образование в составе Угранского района Смоленской области России.
Административный центр — деревня Подсосонки.
Образовано законом от 28 декабря 2004 года. Упразднено законом от 25 мая 2017 года с включением всех входивших в его состав населённых пунктов в Знаменское сельское поселение.

## Географические данные
- Общая площадь: 120,7 км²
- Расположение: юго-восточная часть Угранского района
- Граничит:
  - на севере — с Знаменским сельским поселением
  - на северо-востоке — с Слободским сельским поселением
  - на востоке и юге — с Калужской областью
  - на западе— с Желаньинским сельским поселением
- По территории поселения проходит тупиковая железнодорожная ветка Угра — Якимцево
- Крупные реки: Пополта.

## Население
| 2011 | 2012 | 2013 | 2014 | 2015 | 2016 | 2017 |
| ---- | ---- | ---- | ---- | ---- | ---- | ---- |
| 62   | ↘61  | →61  | ↘58  | ↘52  | ↘50  | ↗51  |

## Населённые пункты
На территории поселения находилось 5 населённых пунктов:
- Деревня Подсосонки — административный центр
- Губино, деревня
- Леоново, деревня
- Мохнатка, деревня
- Новое, деревня
- Синиково, деревня

## Экономика
Сельхозпредприятия, магазины.